# George Tarer
George Tarer, née le 5 juin 1921 à Morne-à-l'Eau, est une sage-femme, militante des droits des femmes et des enfants.

## Biographie
George Tarer naît le 5 juin 1921 à Morne-à-l'Eau, en Guadeloupe.
Elle grandit dans une famille engagée en politique. Son père, mécanicien et conducteur de transport et sa mère poétesse et mère au foyer, sont proches des idées de Léon Blum et de la Section française de l'Internationale ouvrière.
Elle co-fonde l’Union des femmes guadeloupéennes dont elle est présidente de 1976 à 1985. Elle  milite activement pour les problèmes des femmes en Guadeloupe. Elle est membre du Parti communiste français, puis du Parti communiste guadeloupéen. Visitant la plupart des pays du bloc communiste, au temps de l’URSS, elle conduit une délégation à Cuba.

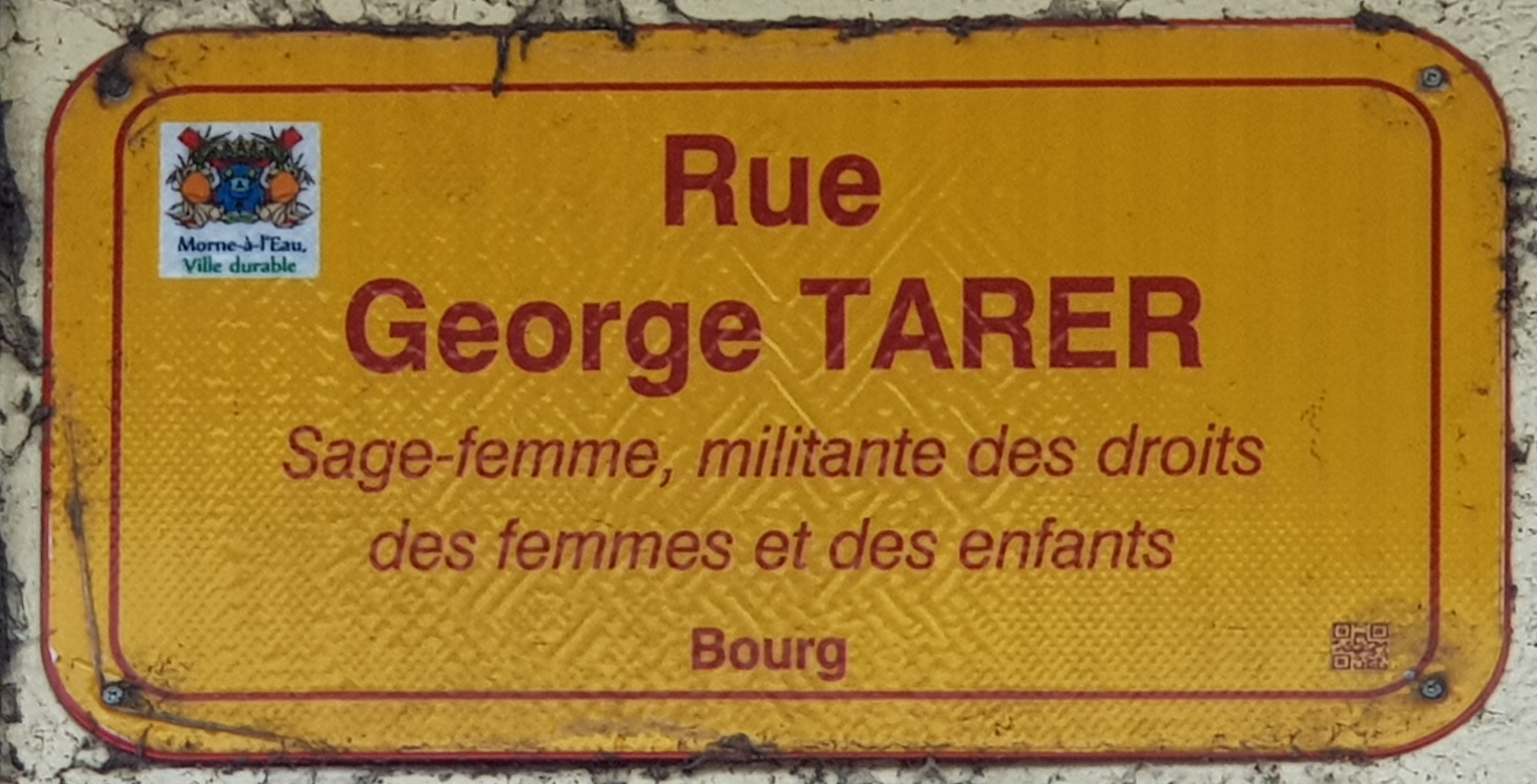
Plaque de rue en son honneur dans sa ville natale, Morne-à-l'Eau.

Lors de la célébration de ses 100 ans, Georges Brédent, président du Mémorial ACTe parlait de George Tarer en ces termes :

« George Tarer fait partie des Guadeloupéennes qui ont consacré leur vie à défendre la démocratie, les libertés, la justice sociale, les droits humains… »

George Tarer est mère de sept enfants et a exercé pendant 37 ans au CHU en Guadeloupe. Elle a été également adjointe au maire de Pointe-à-Pitre.

## Décorations
- 1995 : chevalier de la Légion d'honneur
- 2005 : officier de la Légion d'honneur[6]
- 2019 : commandeur de la Légion d'honneur[7]